# 蔡喜正
蔡 喜正（チェ・フィジョン、朝鮮語: 채희정、1924年 - 2014年12月）は、朝鮮民主主義人民共和国の政治家。朝鮮労働党文書整理室長、朝鮮労働党中央委員会委員、政務院合営工業部長、最高人民会議法案審議委員会委員長などを歴任した。

## 経歴
1924年に日本統治下の咸鏡南道で生まれた。金日成総合大学を卒業し、モスクワ大学に留学した。1958年に朝鮮社会科学院委員に就任し、1960年5月に人民経済大学教務部長に転じた。1961年に政界入りし、朝鮮労働党中央委員会委員・同委員会副部長に選出された。1962年10月に最高人民会議第3期代議員に選出され、1965年に内閣参事に任命された。
1977年12月15日に開催された最高人民会議第6期第1回会議で政務院労働行政部長に任命され、1980年10月14日に開催された朝鮮労働党中央委員会第6期第1回総会で党中央委員会委員候補に選出された。1983年6月に党中央委員会書記局の計画財政担当の書記に任命され、1984年1月には最高人民会議法案審議委員会委員長に選出された。1985年に金日成勲章を受賞。1988年9月13日に出された中央人民委員会の政令により政務院労働行政部長に再登板したが、同年11月26日に新設された合営工業部長に転じた。金日成主席がインドネシアを訪問した際には同行した。1979年には政府代表としてセーシェルを、1982年には党代表としてニカラグアを訪問した。
1989年11月に朝鮮国際合弁促進委員会委員長に任命され、1990年5月24日に開催された最高人民会議第9期第1回会議で最高人民会議予算審議委員会副委員長に、6月には中央人民委員会経済政策委員会副委員長に選出された。1993年12月8日に開催された党中央委員会第6期第21回総会で党中央委員会委員に補選され、計画財政部長に任命された。7月8日に金日成主席が死去し国家葬儀委員会が組織されると、同委員会委員に選ばれた。
1995年に朝鮮労働党文書整理室長に任命され、2002年から国際合弁促進委員会委員長を兼任した。2009年3月9日に実施された最高人民会議第12期代議員選挙で代議員に再選され、2010年9月28日に開催された朝鮮労働党第3回党代表者会で朝鮮労働党中央委員会委員に再選され、文書整理室長に再任された。2011年12月17日に金正日総書記が死去した際には、国家葬儀委員会委員に選ばれた。
2014年2月に死去。金正恩第一書記から霊前に花輪が贈られた。

## 参考サイト
- 북한정보포털

| 先代新設 | 合営工業部長1988年 - 不明 | 次代不明 |

| 先代金鳳乙 | 労働行政部長1988年 | 次代李在潤 |

| 先代不明 | 労働行政部長1977年 - 1984年 | 次代尹瑞 |